# Vlag van Munster

Vlag van Munster

De vlag van Munster is in huidige vorm mogelijk al sinds de 16e eeuw in gebruik. De vlag is gelijk aan het wapen van Munster.
De vlag bestaat uit een blauw veld met daarop drie gouden kronen. Er is een mogelijkheid dat het ontwerp is herleid aan het wapen van de vroegere hertog van Ierland uit 1386. De kronen zijn afgebeeld als antieke, oosterse kronen met vijf puntige stralen. De kronen staan voor drie koninkrijken in het vroegere Munster: Ormond, Desmond en Thomond, en verwijzen waarschijnlijk naar de Wijzen uit het oosten.